# كارلو بيرير
كارلو بيرير (بالإيطالية: Carlo Perrier)‏ هو كيميائي وفيزيائي إيطالي، ولد في 1886 في تورينو في إيطاليا، وتوفي في 1948 في جنوة في إيطاليا.

## وصلات خارجية
- كارلو بيرير على موقع الموسوعة البريطانية (الإنجليزية)